# Gaston en Leo in Hong Kong
Gaston en Leo in Hong Kong is een Vlaamse film uit 1987 van regisseur Paul Cammermans. Het was de derde bioscoopfilm met in de hoofdrol het komische duo Gaston en Leo. Regisseur Cammermans schreef het scenario voor de film samen met Jos Vandeloo.

## Verhaal
Gaston en Leo zijn begrafenisondernemers die gespecialiseerd zijn in het luxetransport van de betere klasse van overledenen. Wanneer hen wordt gevraagd om de overblijfselen van een Chinees uit België naar Hongkong te vervoeren, grijpt de Triade de kans om diamanten naar de kolonie te smokkelen.

## Rolverdeling
| Acteur               | Personage          |
| -------------------- | ------------------ |
| Gaston Berghmans     | Gaston             |
| Leo Martin           | Leo                |
| Pat McDonald         | Zuster Olivia      |
| Rudi Falkenhagen     | Duitse kolonel     |
| Richard Ng           | Agent 008          |
| Max Schnur           | Robert             |
| Margriet Hermans     | Jeanneke           |
| Mieke Bouve          | Louisa             |
| Mark Verstraete      | Duitse douanier    |
| Jan Moonen           | Belgische kolonel  |
| Mark Andries         | Helper van Robert  |
| Stef van der Streeck | Duitse sergeant    |
| Luc Meirte           | Belgische sergeant |
| Gerda Marchand       | Weduwe brouwer     |
| Ingrid De Vos        | Weduwe generaal    |
| Sjarel Branckaerts   | Douanier Zaventem  |

## Trivia
- De opnames vonden plaats in Antwerpen, en op locaties in Nice en Hongkong.